# Фієссе
Фієссе (італ. Fiesse) — муніципалітет в Італії, у регіоні Ломбардія, провінція Брешія.
Фієссе розташоване на відстані близько 410 км на північний захід від Рима, 95 км на схід від Мілана, 33 км на південь від Брешії.
Населення — 2096 осіб (2014).
Щорічний фестиваль відбувається 7 квітня. Покровитель — San Pietro.

## Демографія
Населення за роками:

Станом на 1 січня 2023 року в муніципалітеті офіційно проживали 273 іноземці з 24 країн, серед них 37 громадян країн Євросоюзу та 6 громадян України.

## Сусідні муніципалітети
- Азола
- Казальромано
- Гамбара
- Ремеделло
- Волонго